# Saint Lucy (Barbados)
Saint Lucy ("St. Lucy") ist eine Verwaltungseinheit (Parish) des Inselstaates Barbados. Sie hat 9758 Einwohner (Volkszählung 2010) auf einer Fläche von 36 km². St. Lucy ist der nördlichste Parish von Barbados. Der Name stammt von der Kirche St. Lucy.

## Orte

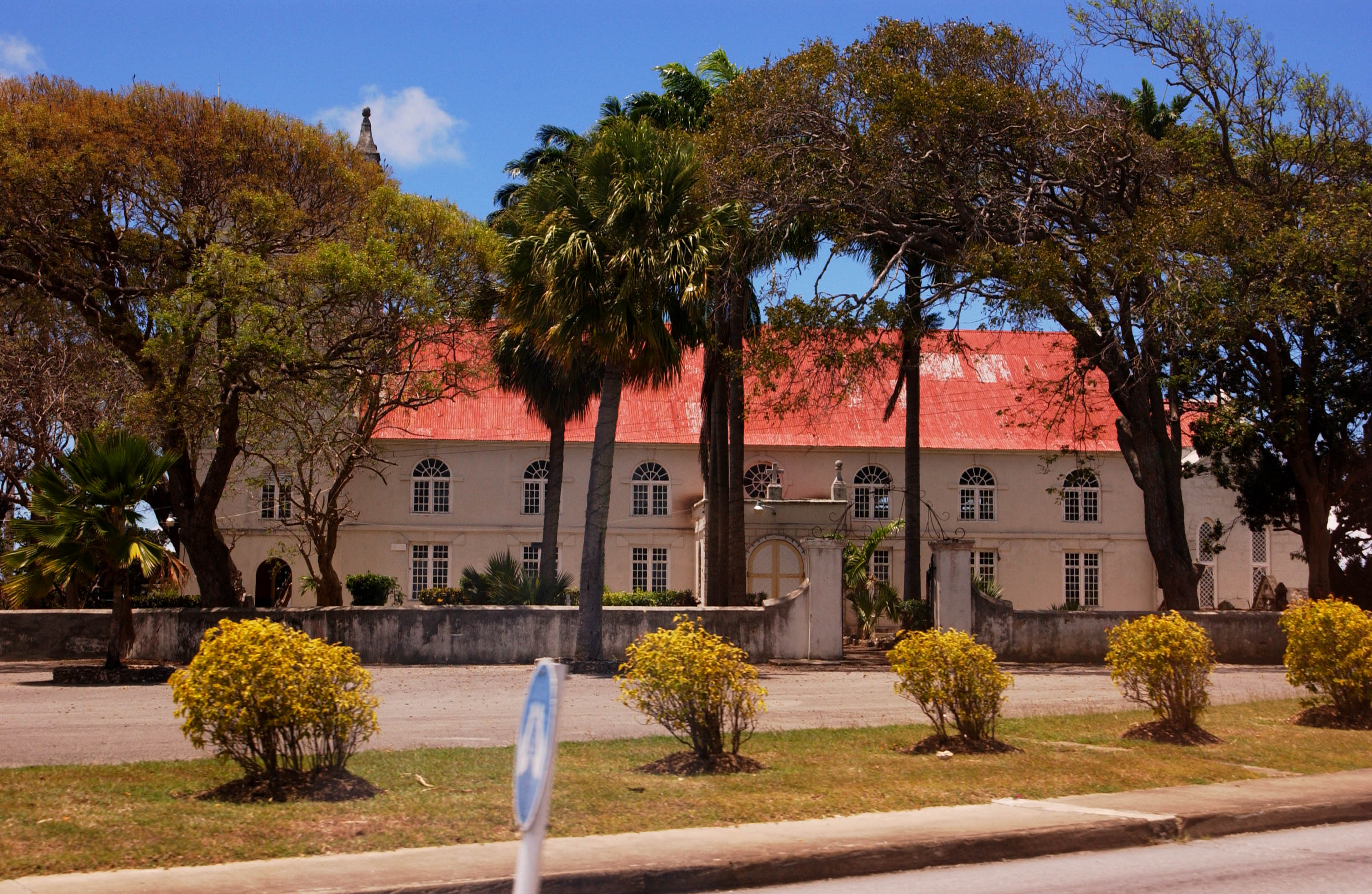
St. Lucy's Church

St. Lucy besteht aus ca. 60 verstreuten Siedlungen. Zentrum ist die Kreuzung von Highway 1C und Highway 2 unweit von Nesfield. Dort steht die Kirche St. Lucy. Die zweite anglikanische Kirche St. Swithun's steht in Greenidge, die dritte, St. Clement's, in Lowlands. Die größten Orte und Versorgungszentren sind Crab Hill und Checker Hall. In Crab Hill ist die Polizeistation und das Cricketfeld von St. Lucy, Postamt und Tankstelle sind in Benthams. Die Secondary School liegt in der Siedlung Trents. Nördlich von Husbands steht das Harrison Point Lighthouse.